# Францов, Юрий Павлович
Ю́рий (Георгий) Па́влович Францов (Францев) (1 (14) октября 1903, Москва — 18 апреля 1969, там же) — советский философ и историк, специалист по социальной философии и религиоведению, общественный деятель и публицист. Член КПСС с 1940 года, кандидат в члены ЦК КПСС (1961—1969). Доктор исторических наук (1942), заслуженный деятель науки РСФСР (1945), академик АН СССР (26.06.1964, член-корреспондент с 20.06.1958).

## Биография
Родился в семье врача П. Ф. Францова, ординатора клиники Московского университета.; мать — Мария Фёдоровна (урождённая Правоторова). Детство провёл в г. Иваново, куда отец был назначен врачом больницы для мастеровых рабочих. С 1915 году в связи с переездом родителей в Самару поступил во 2-ю Самарскую гимназию (впоследствии трудовую школу), которую окончил в 1919 году.
Учился в Самарском и Московском университетах, окончил отделение языкознания (языковедения?) и литературы факультета общественных наук Ленинградского университета (1924). Одновременно работал, в частности экскурсоводом в Эрмитаже.
В 1924—1929 годах обучался в аспирантуре и работал в НИИ сравнительного изучения литератур и языков Запада и Востока (ИЛЯЗВ) при ЛГУ, в 1928 году защитил диссертацию «Древнеегипетские сказки о колдунах и их историко-религиозное значение» (утверждён в степени кандидата исторических наук в 1934 году).
В 1929—1931 гг. ассистент кафедры Древнего Востока ЛГУ.
С 1931 года — старший научный сотрудник, заместитель директора, в 1937—1945 годах директор Музея истории религии АН СССР в Ленинграде. Отмечают, однако, что с 1942 года Музей фактически функционировал без директора, так как Ю. П. Францев был в откомандирован на работу сначала в Куйбышевский РК ВКП(б) Ленинграда, затем перешёл в горком ВКП(б), а в ноябре 1945 года уехал на работу в Москву. Докторская диссертация «Фетишизм и проблема происхождения религии», защищена в 1938 году, утверждена в 1942 году. Оппонентами по диссертации были академики И. И. Мещанинов, В. В. Струве и П. Н. Федосеев.
Как отмечает Л. Н. Митрохин, во время войны Францев был замечен главой Ленинградского горкома партии А. А. Ждановым. В 1933—1938 гг. — также сотрудник Ленинградской публичной библиотеки. С 1940 года одновременно заведующий Ленинградским сектором истории религии и атеизма Ин-та философии АН СССР. С 1944 года заведовал сектором культуры Ленинградского городского комитета ВКП(б), одновременно в 1944—1945 гг. руководил ленинградским отделением Института истории АН СССР. Одновременно с работой в Музее истории религии Ю. П. Францев преподавал в ЛИФЛИ, Институте механизации социалистического земледелия, Педагогическом и Коммунистическом полит.-просвет. институте им. Н. К. Крупской, Антирелигиозном университете[уточнить].
В 1945—1949 годах — директор Института международных отношений (ИМО) НКИД СССР (Москва). При нём состоялся первый выпуск Института (1948).
Человечность, высокая интеллигентность, эрудированность во многих общественных науках в сочетании с глубокими знаниями, умением находить общий язык со студентами, отсутствием бюрократической официальности, общительностью — эти черты Юрия Павловича Францева запали в души учившихся при нём студентов, называвших его «папа Юра», — отмечает проф. Р. А. Сергеев.
В 1949—1953 годах — заведующий отделом печати МИД СССР в ранге советника первого класса.
В 1946—1958 годах — профессор кафедры диалектического материализма и исторического материализма Академии общественных наук при ЦК КПСС, а в 1958—1965 годах ректор Академии и заведующий новосозданной кафедрой научного коммунизма.
Фёдор Бурлацкий вспоминал, что когда он летом 1964 года участвовал в работе над проектом новой, «Хрущёвской» Конституции СССР: «Самые радикальные предложения сделал академик Юрий Францев… предложил ни больше ни меньше как модель двухпалатного парламента».
В 1953—1958 годах — член редколлегии, с 1957 года заместитель главного редактора по внешнеполитическим вопросам газеты «Правда». Работал в журнале «Вопросы философии».
Один из организаторов Советской социологической ассоциации и её первый президент в 1958—1959 годах.
В 1964—1968 годах — шеф-редактор журнала «Проблемы мира и социализма» в Праге.
С 1968 года — заместитель директора Института марксизма-ленинизма при ЦК КПСС, член редколлегии журнала «Коммунист».
Автор около 300 печатных работ. Ответственный редактор 1-го тома «Всемирной истории», редактор-консультант БСЭ (2 изд.) и СИЭ.
Отмечали его вклад в возрождение социологии в СССР.
Супруга — горный инженер Вера Моисеевна Францева (Коган).

## Награды
- орден Ленина (04.05.1962)
- орден Трудового Красного Знамени
- орден Красной Звезды
- орден «Знак Почёта» (17.05.1944)
- медали
- орден «За заслуги перед Отечеством» (ГДР)
- Премия имени Вацлава Воровского: «за лучшее произведение 1962 года в области международной журналистики» (за серию публицистических статей в еженедельнике «За рубежом»)[10]
- Заслуженный деятель науки РСФСР[6].

## Отзывы
Юрий Павлович Францев был очень сложной фигурой. Египтолог с большим будущим, в молодости он загубил себя, «продавшись большевикам», как говорил сам, и никогда не мог себе этого простить.— Б. А. Грушин

## Труды

#### Монографии и отдельные издания
- Францов Ю. П. Фетишизм (тезисы диссертации) — Л.: Типография АН СССР, 1938 — 5 с.

#### Статьи
- Францов Ю. П. Легенды о Бокхорисе у Геродота (Из области исторической легенды древнего Египта) // Язык и литература Том II, выпуск 2 — Л., 1927 — С. 27—43.
- Францов Ю. П. Древнеегипетские сказки о верховных жрецах (Из истории отношения к жречеству в раннеклассовом обществе) // Советский фольклор., № 2—3, 1935 — М., Л.: Изд-во Акад. наук СССР, 1936 — С. 159—231.
- Францов Ю. П. К эволюции древнеегипетских представлений о земле (Лейденский демотический папирус, I, 384, IX, 22-23) // ВДИ. — 1940 — № 1 — С. 46—51.

#### Разделы в совместных работах
- Снегирев И. Л. и Францов Ю. П. Древний Египет: исторический очерк — Л.: ОГИЗ, 1938 (Главы I, II, III, IV, а также разделы XIX и XX династий, и искусства в главах V и VI написаны И. Л. Снегирёвым; главы V и VI написаны Ю. П. Францовым).